# Stanîcine, Velîka Pîsarivka
Stanîcine (în ucraineană Станичне) este un sat în comuna Vilne din raionul Velîka Pîsarivka, regiunea Sumî, Ucraina.

## Demografie
Componența lingvistică a localității Stanîcine
     Ucraineană (97,37%)
     Rusă (2,63%)
Conform recensământului din 2001, majoritatea populației localității Stanîcine era vorbitoare de ucraineană (97,37%), existând în minoritate și vorbitori de rusă (2,63%).